# Ticket to Heaven
Pour plus de détails, voir Fiche technique et Distribution.
Ticket to Heaven est un film canadien réalisé par Ralph L. Thomas et sorti en 1981.

## Synopsis
Ce film est inspiré du livre Moonwebs de Josh Freed qui mena à la création de l'organisme à but non-lucratif Info-Secte,.
David Kappel, un professeur d'une vingtaine d'années, visite un camp d'entraînement pour un culte religieux. Tout y est fait en groupe, avec beaucoup de chants. Le régime alimentaire est faible en calories et en protéines, et la privation de sommeil commence à faire effet.

## Fiche technique
- Réalisation : Ralph L. Thomas
- Scénario : Anne Cameron (en), Ralph L. Thomas, d'après la nouvelle Moonwebs de Josh Freed
- Photographie : Richard Leiterman (en)
- Montage : Ron Wisman
- Musique : Micky Erbe et Maribeth Solomon (en)
- Producteurs :
  - Coproducteur : Alan Simmonds
  - Producteur : Vivienne Leebosh
  - Producteur délégué : Ronald I. Cohen
- Direction artistique : Jill Scott
- Décorateur : David Jaquest
  - Création des décors : Susan Longmire
- Costumes : Linda Kemp
- Maquillage : Linda Gill
- Société de production : Canadian Film Development Corporation
- Société de distribution : Miracle Films (en) (Canada), United Artists (États-Unis)
- Lieu de tournage : San Francisco
- Pays d'origine :  Canada
- Langue : anglais
- Durée : 109 minutes
- Date de sortie :
  - 10 septembre 1981 (Festival international du film de Toronto)
  - 9 octobre 1981 (États-Unis)

## Distribution
- Nick Mancuso : David Kappel
- Saul Rubinek : Larry
- Meg Foster : Ingrid
- Kim Cattrall : Ruthie
- R.H. Thomson : Linc Strunc
- Jennifer Dale : Lisa
- Guy Boyd : Eric
- Dixie Seatle (en) : Sarah
- Paul Soles : Morley
- Harvey Atkin : M. Stone
- Robert Joy : Patrick
- Stephen Markle : Karl
- Timothy Webber : Greg
- Patrick Brymer : Dr Dwyer
- Marcia Diamond : Esther
- Michael Zelniker (en) : Danny
- Denise Naples : Bonnie
- Angelo Rizacos : Paul
- Cindy Girling : Buffy
- Gina Dick : Sandy
- Chris Britton (en) : Simon
- Margot Dionne : membre de Sharing Group
- Claire Pimparé : membre de Sharing Group
- Lynne Kolber : membre de Sharing Group
- Lyn Harvey : membre de Sharing Group
- Josh Freed : membre de Sharing Group
- Candace O'Connor (en) : Ginny
- Michael Wincott : Gerry
- Doris Petrie (en) : Mme Foster
- Judy Marshak : Snoopy
- David Main : homme d'affaires
- Les Rubie :
- Sandra Gies : librair de l'aéroport
- Susan Hannon : nounou du manoir
- Marie Lynn Hammond : chanteuse du manoir
- Paul Booth : musicien
- Charles Gray : musicien
- Brian Leonard : musicien
- Ron Nigrini : musicien
- Craig Stephens : musicien
- Grant Slater : musicien

## Nominations et récompenses
- Meilleur film lors des Genie Awards en 1982
- Meilleur acteur pour Nick Mancuso
- Meilleur second rôle pour Saul Rubinek
- Récompensé au Taormina International Film Festival